# جيري دوفي
جيري دوفي (4 نوفمبر 1930 بدبلن في جمهورية أيرلندا - 15 يونيو 2015)  (بالإنجليزية: Gerald Duffy)‏ هو لاعب كريكت أيرلندي. شارك مع منتخب أيرلندا للكريكت. أما مع النوادي، فقد لعب مع Leinster Cricket Club ‏.